# Marie-Anne de Savoie
 (avril 2023).
Si vous disposez d'ouvrages ou d'articles de référence ou si vous connaissez des sites web de qualité traitant du thème abordé ici, merci de compléter l'article en donnant les références utiles à sa vérifiabilité et en les liant à la section « Notes et références ».
Marie-Anne de Savoie (Maria Anna Carolina Gabriella, 17 décembre 1757 - octobre 1824) est princesse de Savoie par la naissance et duchesse de Chablais par son mariage. 

## Jeunesse
Née au palais royal de Turin, Marie-Anne est le sixième enfant et la troisième fille survivante de Victor-Amédée III de Savoie et de son épouse Marie-Antoinette d'Espagne, fille de Philippe V. Ses deux sœurs aînées sont les futures « belles-filles » de Louis XV : Marie-Joséphine, qui épouse le futur Louis XVIII en 1771 et Marie-Thérèse, qui épouse le futur Charles X en 1773. Leur sœur cadette, Marie-Caroline, épouse Antoine Ier de Saxe. 
Trois de ses frères sont les trois derniers rois de Sardaigne de la première branche de la maison de Savoie : Charles-Emmanuel IV, Victor-Emmanuel Ier et Charles-Félix. Après la mort sans descendance de ce dernier en 1831, le trône passe à Charles-Albert de la branche de Savoie-Carignan. 

## Mariage
Après les mariages de ses sœurs aînées aux princes français, le mariage de Marie-Anne et de son oncle paternel, Benoît de Savoie, demi-frère cadet de Victor-Amédée III (fils de Charles-Emmanuel III et de sa dernière épouse, Élisabeth-Thérèse de Lorraine) est célébré le 19 mars 1775 à la chapelle du Saint Suaire de Turin. Ils n'ont pas d'enfants mais l'union est heureuse : bien qu'ils soient proches, Marie-Anne le considère toujours comme son oncle. Leur résidence officielle est le Palazzo Chiablese et le château ducal d'Agliè. Elle entretient de bonnes relations avec ses belles-sœurs la princesse de Piémont Clotilde de France et la duchesse d'Aoste Marie-Thérèse d'Autriche-Este. 
Lorsqu'en décembre 1798 la République française envahit le royaume de Sardaigne, toute la famille royale part en exil. Le duc et la duchesse de Chablais quittent Turin et s'installent en Sardaigne, où ils restent jusqu'à la fin de 1799. Ils finissent par quitter l'île pour s'installer à Rome dans les États pontificaux. En 1805, ils passent quelques mois à Florence, invités par le roi Louis Ier d’Étrurie et son épouse la reine Marie-Louise d'Espagne. 
En Italie, le duc de Chablais reçoit le commandement de l'armée d'Italie, accueillant des troupes françaises et ayant l'intention de restaurer la monarchie en France après l'exécution de Louis XVI en 1793. Il participe à la bataille de Loano. Le duc de Chablais décède le 4 janvier 1808 à Rome. 
En 1816, la duchesse douairière de Chablais reçoit son frère cadet Charles-Félix et leur cousin Charles-Albert. À ce moment-là, les États et les propriétés de la maison de Savoie sont récupérés ; pendant l'absence de Marie-Anne, le Palazzo Chiablese a été utilisé par Camille Borghèse et son épouse, la célèbre Pauline Bonaparte. Cependant, Marie-Anne ne retourne pas dans son pays natal immédiatement : en 1820, elle achète à Lucien Bonaparte la villa Tuscolana à Frascati. En 1822, malgré les protestations de son frère et de son cousin, Marie-Anne s'installe à Florence, malgré le fait que la ville a activement participé aux troubles dans le royaume de Sardaigne l'année précédente. 

## Décès
Ce n'est qu'au début de 1824 que Marie-Anne revient au Piémont, où elle rencontre au château de Moncalieri ses frères, l'ancien roi Victor-Emmanuel Ier et le nouveau monarque Charles-Félix. Au cours de l'été de la même année, avec Charles-Félix et son épouse Marie-Christine de Bourbon-Siciles, elle fait un voyage en Savoie, où ils visitent l'abbaye d'Hautecombe. 
Marie-Anne meurt au pavillon de chasse de Stupinigi à Turin en 1824 à l'âge de 66 ans. Elle est inhumée à la basilique de Superga. Elle lègue toutes ses propriétés, y compris le palais Chiablese, le château ducal d'Agliè et la villa Tuscolana, à son frère Charles-Félix. 